# Colobothea pulchella
Colobothea pulchella là một loài bọ cánh cứng trong họ Cerambycidae.